# طابعة ليزرية

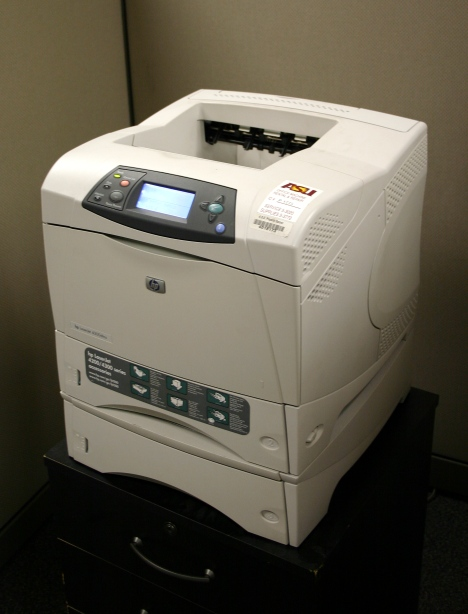
طابعة ليزر من إنتاج شركة هولت باكارد

طابعة الليزر هي نوع من أشهر أنواع الطابعات الحاسوبية حيت تتميز بقدرتها على طباعة النصوص والرسوم بجودة عالية وبشكل سريع نسبياً. وتشبه طابعة الليزر آلة تصوير المستندات في أن كلاهما يعتمد على أسلوب الطباعة الإلكترونى، في حين أنها تختلف عن آلات التصوير التماثلية في أن الصورة يتم تكوينها عن طريق قيام شعاع من الليزر بعملية مسح مباشر على سطح حساس للضوء.

## نظرة عامة
طابعات الليزر لها العديد من الخصائص التي تميزها عن الطابعات الأخرى، حيث أن سرعة الطباعة تختلف بدرجة ملحوظة من نوع إلى آخر بخلاف طابعات كبس الحبر على الورقة (بالإنجليزية: Impact Printers)‏. حيث تتوقف سرعة طابعة الليزر على عدة عوامل منها مثلاً كثافة الرسوم في الوثيقة محل الطباعة، وقد تستطيع طابعة الليزر السريعة طباعة أكثر من 200 صفحة أحادية اللون في الدقيقة (12000 صفحة في الساعة). أما بالنسبة لطابعة الليزر الملونة فيمكن للأنواع السريعة منها طباعة أكثر من 100 صفحة في الدقيقة (6000 صفحة في الساعة). أما الأنواع فائقة السرعة من طابعات الليزر فهى تستخدم في طباعة الوثائق الشخصية التي ترسل للجمهور، مثل فواتير الخدمات وبطاقات الائتمان، وتتنافس الطباعة بالليزر مع الطباعة الحجرية أو الليثوجرافى (بالإنجليزية: Lithography)‏ في بعض التطبيقات التجارية.
تتوقف تكلفة الطباعة بالليزر على عدة عوامل منها تكلفة الورق وتكلفة مسحوق الطباعة أو الحبر وتكلفة الاستبدال -نادر الحدوث- للإسطوانة الناقلة للصورة (بالإنجليزية: Drum)‏ وغير ذلك من الأجزاء المعرضة للتلف مثل وحدة التثبيت (بالإنجليزية: Fuser Assembly)‏ لتثبيت الصورة المطبوعة وكذلك الأجزاء الخاصة بنقل الورقة عبر الطابعة. وغالبية الطابعات التي تحتوى على إسطوانة نقل الصورة المصنوعة من البلاستيك تكون ذات تكلفة مرتفعة ولكن هذه التكلفة لا تظهر إلا عند استبدال هذه الاسطوانة.
أما الطابعة التي تستخدم أسلوب الطباعة المزدوجة - أي الطباعة على وجهى الورقة في الوقت نفسه - فهى تساعد في تقليص تكلفة الورق وأيضاً المساحة المخصصة لحفظه في الطابعة. الطباعة المزدوجة كانت تتوفر سابقاً في الطابعات باهظة الثمن، أما الآن فهى تستخدم كطابعة مكتب من الفئة المتوسطة، وذلك رغم أنه لا يصلح تركيب وحدة الطباعة المزدوجة لكل الطابعات. وجدير بالذكر انه من عيوب الطباعة المزدوجة أنها تقلل من سرعة الطباعة حيث يصبح مسار الورقة عبر الطابعة أطول منه عند الطباعة على أحد وجهى الورقة فقط.
بالمقارنة مع طابعة الليزر فمعظم أنواع الطابعة نافثة الحبر والطابعة النقطية تقوم باستقبال البيانات في شكل تدفق متسلسل من الحاسب الآلى إلى الطابعة حيث تتم طباعة هذه البيانات مباشرة في عملية بطيئة وغير سلسة، حيث قد يحدث أن تتوقف عملية الطباعة لتنتظر الطابعة المزيد من البيانات المراد طباعتها. أما في طابعات الليزر فلا يمكن أن تتم عملية الطباعة بهذه الطريقة إذ يجب أن تصل المعلومات إلى الطابعة بشكل سريع ومتصل، حيث لا يمكن لطابعة الليزر أن تتوقف مؤقتاً عن الطباعة دون أن تحدث فجوة ملحوظة على الورقة المطبوعة أو انحراف في محاذاة الصورة المطبوعة مثلاً.
ولذلك يتم تجميع بيانات المادة المراد طباعتها وتخزينها في ذاكرة خاصة داخل الطابعة، إذ تكفى هذه الذاكرة لتخزين بيانات عن كل نقطة على الصفحة. ولكن عملية التخرين المسبق للبيانات هذه جعلت طابعة الليزر مقيدة بالطباعة على أحجام معينة -وصغيرة- فقط من الورق مثل حجم الخطاب [الإنجليزية] وحجم إيه 4 [الإنجليزية]، وبذلك لا تستطيع طابعات الليزر أن تطبع لافتة إعلانية بطول 2 متر (مثلاً) دفعة واحدة، إذ لا توجد مساحة كافية في ذاكرة الطابعة لتخزين هذا الكم الهائل من البيانات لصورة بهذا الحجم.

## تطورها

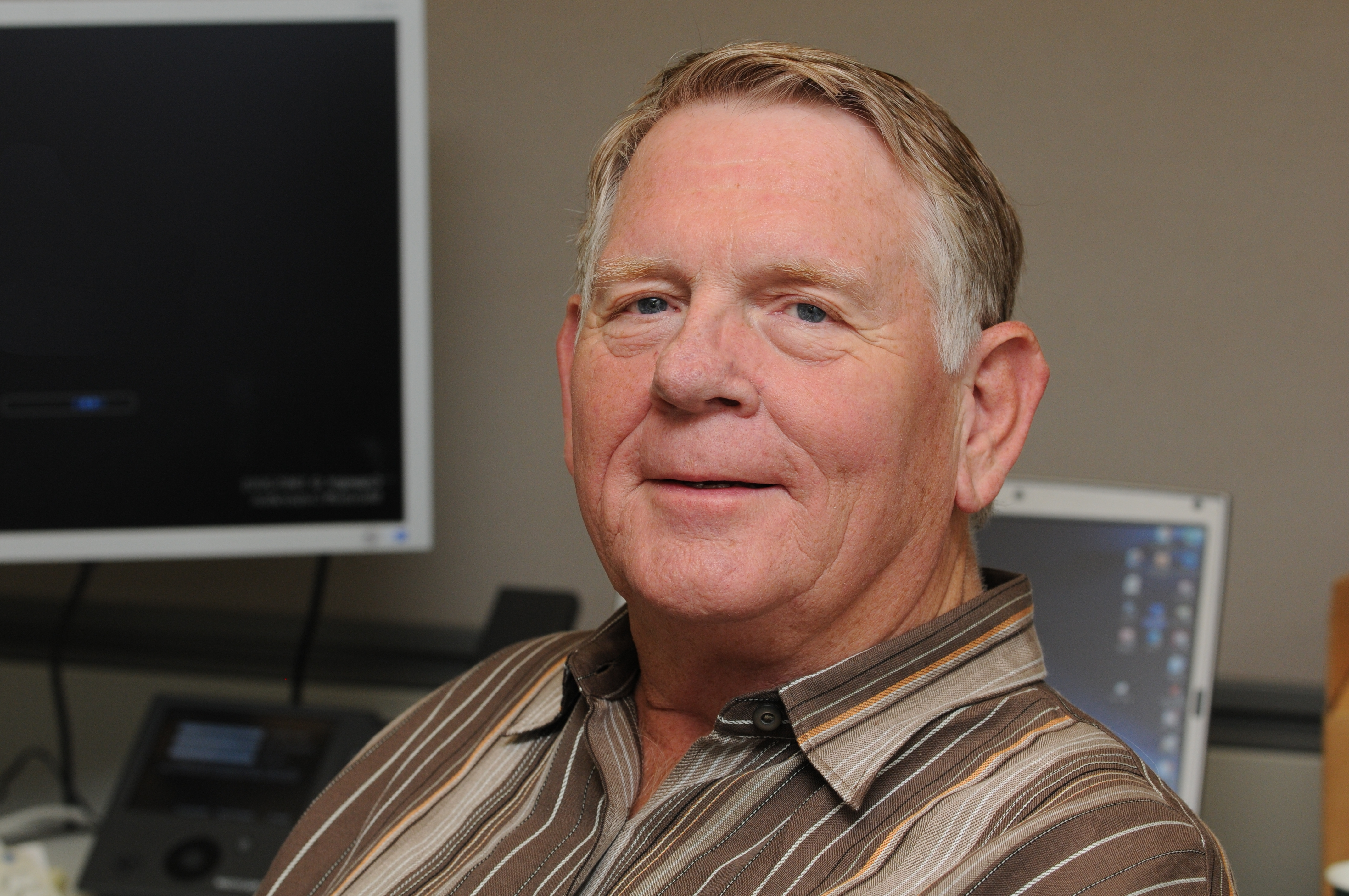
جاري ستاركويزر في مكتبه بقسم أبحاث مايكروسوفت في عام 2009.

تم إنتاج أول طابعة ليزر بواسطة شركة زيروكس عندما قام أحد باحثيها ويدعى جاري ستاركويزر بتعديل إحدى آلات النسخ المنتجة بواسطة نفس الشركة وذلك في عام 1971 م. لتصبح بعد ذلك طابعة الليزر منتج يجلب أعمالاً تساوى عدة مليارات من الدولارات لصالح شركة زيروكس.
وكان أول تطبيق تجارى لطابعة الليزر هو المنتج IBM model 3800 في عام 1976 م، والذي استخدم لطباعة المستندات بكميات كبيرة مثل الفواتير والخطابات. وقد كان يقال عنها في ذلك الوقت العبارة "taking up a whole room" في إشارة لضخامة حجمها في مراحل إنتاجها الأولى، وذلك قبل أن تصبح تلك الأداة المألوفة التي يمكن إلحاقها بالحاسب الشخصى، ولا تزال كثيراً من من الطابعات من الطراز 3800 قيد الاستعمال حتى الآن.
تم إطلاق أول طابعة ليزر قابلة للعمل على حاسب شخصى في عام 1981 م وكانت من طراز Xerox Star 8010. وعلى الرغم من كونها ابتكارية في تصميمها إلا أنها كانت باهظة الثمن (17000 دولار) وبالتاى لم تكن متاحة إلا لعدد صغير من المختبرات والمعاهد. وبعد انتشار الحواسب الشخصية ظهرت أول طابعة ليزر مطروحة في الأسواق للجمهور وكانت من طراز HP LaserJet 8ppm والتي اطلقت في العام 1984 م. حيث أستخدمت محرك من طراز كانون (Canon) يدار بواسطة برنامج لـ HP. وقد أعقب هذه الطابعة عدة طابعات ليزر أخرى من شركات مثل بروزر إندستريز (Brother Industries) وآى بى إم (IBM) وغيرها.
واللافت للنظر هو الدور الذي لعبته طابعات الليزر في زيادة شعبية عمليات النشر المكتبى وذلك مع تقديم شركة آبل ماكينتوش (Apple Macintosh) للطابعة Apple LaserWriter، مع برنامج ألدوس بيج ميكر (Aldus PageMaker) في عام 1985 م، فباستخدام هذه المنتجات أصبح يمكن للمستخدم أن ينشأ وثائق كانت تحتاج قبل ذلك إلى وسائل طباعة متقدمة.
ومثل معظم الأجهزة الألكترونية أخذت تكلفة طابعات الليزر في الأنخفاض عبر السنوات. ففى عام 1995 م وصل سعر الطابعة من طراز HP LaserJet إلى 2995 دولار، وكانت تزن حوالي 32.2 كيلوجرام. والطابعة من طراز Apple LaserWriter وصل سعرها إلى 7000 دولار، وكانت مزودة بمعالج أكثر قوة وبلغة البوست سكريبت (Postscript) لتوصيف الصفحات، ووصل وزنها إلى 71 باونداً(حوالي 31.75 كيلوجرام) - وقد كان من قواعد العمل في المصنع المنتج لهذه الطابعة أن لا يقوم أي عامل برفع الطابعة دون مساعدة. أما اليوم فيمكن شراء طابعة مشابهة لها وبسرعة أعلى ومزودة بخاصية الطباعة المزدوجة بتكلفة حوالي 300 دولار، أما طابعة الليزر بالإمكانيات الأساسية فقط فقد تتكلف أقل من 100 دولار.

## عملية الطباعة
تتكون عملية الطباعة في طابعة الليزر وبشكل عام من سبع مراحل أساسية:

### معالجة الصورة

إنشاء بيانات معالجة الصورة

وتعرف هذه العملية بـ Raster Image Processing، حيث أن كل خط أفقى من النقاط الموجودة في الصفحة يسمى بخط الفحص scan line أو الـ raster line. وتتم تهيئة الصورة للطباعة عن طريق معالج الخطوط الأفقية للصورة أو الـ Raster Image Processor ويرمز له بـ RIP، والذي يكون مدمج في الطابعة في الحالات العادية. والمادة المراد طباعتها تكون مكتوبة بطريقة شفرية بإحدى اللغات الخاصة بتوصيف الصفحات لتتمكن الطابعة من التعامل معها ومن أشهر هذه اللغات الـ Adobe PostScript أو الـ PS، وأيضاً لغة أوامر الطابعة أو HP Printer Command Language أو الـ PCL كما قد تستخدم أيضاً أسلوب البيانات النصية غير المنسقة. ويقوم معالج الـ RIP باستخدام البيانات المكتوبة بأى من هذه اللغات لتحويلها إلى خريطة نقطية (bitmap) للصفحة المراد طباعتها، ليتم نقل هذه الخريطة بعد ذلك إلى ذاكرة الطابعة المسماة بالـ Raster memory، وبعد اكتمال عملية المعالجة وانتقال البيانات إلى هذه الذاكرة، تكون الطابعة مستعدة لإرسال هذا التيار من البيانات النقطية إلى الورقة في تسلسل متواصل.

### التنظيف
عندما تنتهى الطابعة من عملية الطباعة، تقوم شفرة من البلاستيك الناعم ذات شحنة كهربية محايدة بتنظيف سطح الدرام من أي تونر فائض من عملية الطباعة وتنقله إلى مستودع مخصص لذلك. ثم يقوم مصباح خاص بإزالة أي شحنات الكتروستاتيكية زائدة من على سطح الدرام.
قد يحدث ان يتبقى بعض من التونر على سطح الدرام بشكل عرضى وذلك في حالات استثنائية مثل انحشار ورقة في الطابعة أثناء عملية الطباعة حيث يكون التونر جاهز لأن يثبت على الورقة وحيث ان هذه العملية لم تتم إذا يجب أن يمسح هذا التونر من على سطح الدرام وتعاد عملية الطباعة من جديد.
والتونر المفقود لا يمكن إعادة استخدامه مرة أخرى وذلك لانه يكون قد اختلط بالاتربة والزغب الناتج عن الورق، ولكى نحصل على صورة مطبوعة بجودة عالية يجب أن نستخدم تونر نقى ونظيف. اما إعادة استخدام التونر فسوف تتسبب في صورة ذات اجزاء ملطخة أو تونر غير مثبت جيداً على سطح الورقة.

### الكتابة

كيفية الكتابة على إسطوانة الدرام

تقوم في هذه المرحلة وحدة الليزر بتوجيه شعاع من الليزر نحو مرآة مضلعة، حيث تكون تلك المرآة قابلة للدوران بواسطة موتور خاص بها. تقوم هذه المرآة بإعادة توجيه شعاع الليزر نحو مجموعة من العدسات والمرايا الأخرى والتي تقوم بدورها بإسقاط آشعة الليزر على أماكن محددة مسبقاً على السطح الحساس للضوء لإسطوانة الدرام. ويسقط شعاع الليزر بزاوية تجعله يمر بطول السطح الافقى للاسطوانة. وتستمر الإسطوانة في الدوران خلال عملية المسح هذه، وذلك التيار من البيانات المتدفق من الذاكرة ينشط/يوقف شعاع الليزر ليشكل النقاط والفجوات المكونة للصورة على سطح الأسطوانة. (بعض الطابعات تستخدم صمامات إلكترونية قاذفة للضوء Light emitting diodes للمسح بعرض الاسطوانة بدلاً من وحدة الليزر، ولكن هذه الطابعات لا تسمى طابعات ليزرية) ويستخدم الليزر لإنه يولد شعاع دقيق حتى مع المسافات الطويلة، يقوم شعاع الليزر هذا بـ«تحييد» أو «عكس شحنة» الاجزاء البيضاء من الصورة المراد طباعتها تاركاً الاجزاء غير البيضاء مشحونة بشحنتها الالكتروستاتيكية السالبة على سطح الدرام وذلك لتتمكن تلك الاجزاء المشحونة من التقاط ذرات التونر فيما بعد.

### عملية التظهير
وتسمى بعملية الـ «التحميض» أو "Developing" حيث أنها شبيهة بعملية تحميض الافلام الفوتوغرافية. ويتم في هذه العملية تعريض سطح الدرام - المحتوى على الصورة في شكل شحنات الكتروستاتيكية - إلى التونر وهو الحبر المستخدم في الطابعات الليزرية، وهو عبارة عن جزيئات صغيرة جداً وناعمة من البلاستيك الجاف، مخلوطة مع الكربون الأسود أو مواد ملونة، حيث تشحن هذه الجزيئات بشحنة الكتروستاتيكية مغايرة للشحنة المكونة للصورة على الدرام مما يمكن تلك الجزيئات من الانجذاب إلى سطح الدرام في الأماكن المكونة للصورة المراد طباعتها والتي قام الليزر بتحييد أو قلب شحنتها على سطح الدرام، في حين ان تلك الجزيئات سوف تتنافر ولن تلتصق بسطح الدرام في الأماكن التي لم يسقط عليها شعاع الليزر وذلك لانها تحمل نفس شحنة الدرام في تلك الاجزاء.
وتتوقف كثافة الحبر في الصورة المطبوعة على قوة الشحنة الالكتروستاتيكية المعطاة لجزيئات التونر، فبمجرد قطع جزيئات التونر للمسافة الموصلة إلى سطح الدرام تعمل الشحنة الالكتروستاتيكية لهذه الجزيئات نفسها على صد ومقاومة باقى جزيئات التونر الأخرى - التي تحمل نفس شحنتها - من الانتقال إلى سطح الدرام. وبالتالى لو كان فرق الجهد "Voltage" منخفض، إذاً طبقة خفيفة من التونر ستكون كافية لمنع مزيد من التونر من الانتقال إلى سطح الدرام وبالتالى ستخرج الصورة باهتة إلى حد ما. وبالعكس إذا كان فرق الجهد مرتفعاً، فطبقة رقيقة من التونر على سطح الدرام لن تكون كافية لمنع المزيد من الوصول إلى سطح الدرام، وبذلك سيستمر تدفق التونر حتى تتكون طبقة سميكة من التونر على الدرام تكون كافية لمنع تدفق التونر إلى الدرام، وبذلك ستخرج الصورة المطبوعة بدرجة لون أغمق. مما يعنى انه كلما تم تعديل اعدادات الطابعة إلى طباعة صور اغمق كلما زاد الجهد المستخدم في عملية الطباعة. وعند الطباعة على اغمق الدرجات يكون فرق الجهد كافياً حتى لجعل التونر ينجذب إلى الاجزاء غير المكتوبة من سطح الاسطوانة مما سيعطى تلك الاجزاء ظلاً خفيفاً في كامل الصفحة.

### النقل
يتم ضغط الاسطوانة الحساسة (Photoreceptor) أو تمريرها تجاه الورقة لتنتقل بذلك الصورة من سطح الاسطوانة إلى الورقة. وفي الطابعات المتقدمة تستخدم بكرة تمرير (Roller) على الوجه الآخر من الورقة لتشحن الورقة بشحنة موجبة لتجعلها أكثر قدرة على التقاط جزيئات التونر سالبة الشحنة من على سطح الدرام.

### التثبيت

عملية صهر التونر على الورقة باستخدام الحرارة والضغط

تمر الورقة بعد ذلك على وحدة التثبيت (Fuser Assembly) التي تتكون من بكرتين تمر خلالهما الورقة لتقع تحت ضغط عالى ودرجة حرارة تصل إلى 200 درجة مئوية، بهدف تثبيت مسحوق البلاستيك في الورقة.
إحدى البكرتين عبارة عن اسطوانة جوفاء (بكرة التسخين) والأخرى اسطوانة مطاطية لأحداث ضغط على الورقة في الاتجاه المقابل (بكرة الضغط), ويوجد مصباح مشع للحرارة معلق في مركز الاسطوانة المجوفة، تصدر منه طاقة حرارية تعمل على تسخين الاسطوانة من الداخل وبشكل متسق حيث تتوزع حرارته بالتساوى عبر الاسطوانة، وذلك لكى يتم تثبيت التونر بشكل صحيح على سطح الورقة.
تستهلك وحدة التثبيت ما يقرب من 90% من إجمالي الطاقة التي تستهلكها الطابعة بأكملها. والحرارة الناتجة من وحدة التثبيت يمكنها ان تدمر باقى اجزاء الطابعة ولذلك فغالباً ما يتم تهوية هذا الجزء من الطابعة جيداً، لإبعاد الحرارة عن داخل الطابعة. ولتزويد الطابعة بخاصية توفير الطاقة Power Saving Feature فأول ما يتم مراعاته في معظم طابعات الليزر وآلات النسخ هو إطفاء وحدة التثبيت حين تكون الطابعة غير مستخدمة، ولكن هذا الاجراء يتطلب انتظار وحدة التثبيت لتعود إلى درجة الحرارة المطلوبة كلما أردنا استئناف عملية الطباعة.
بعض الطابعات تستخدم بكرة تسخين معدنية مرنة ورقيقة جداً، وبذلك تكون كمية اقل من الحرارة كافية لأن تصل تلك البكرة الرقيقة إلى درجة الحرارة المطلوبة بل وفي وقت اسرع أيضاً، مما يسرع من عملية الطباعة بعد فترات التوقف المؤقت، ويسمح لوحدة التسخين بأن تنطفأ بشكل متكرر مما يساعد على توفير الطاقة.
إذا مرت الورقة عبر وحدة التثبيت ببطء فإن وقت أطول سيكون متاح لبكرة التسخين لصهر التونر على الورقة، بل وسيمكن تشغيل وحدة التثبيت على درجة حرارة اقل. وطابعات الليزر الصغيرة زهيدة الثمن عادة ما تكون سرعة طباعتها منخفضة نتيجة لهذا التصميم الموفر للطاقة. بالمقارنة بالطابعات ذات سرعة الطباعة المرتفعة حيث تمر الورقة بسرعة كبيرة خلال وحدة تثبيت ذات درجة حرارة مرتفعة كافية لتثبيت التونر في ذلك الوقت القصير لمرور الورقة.

### الشحن الالكتروستاتيكى

عملية شحن سطح الدرام بشحنة سالبة

يقوم سلك الشحن الرئيسى Corona wire (في الطابعات القديمة) أو بكرة الشحن الرئيسية Primary charge roller، بتسليط شحنة الكتروستاتيكية على السطح الحساس للدرام Photoreceptor (أو الوحدة الناقلة للصورة Photoconductor) وهي عبارة عن اسطوانة دوارة ذات سطح حساس للضوء يمكنها حمل شحنات الكتروستاتيكية على سطحها هذا في حالة وجودها في الظلام.

### الخطوات المتزامنة
بمجرد ان يتم توليد الصورة المعالجة أو الـ Raster Image, يمكن لجميع خطوات عملية الطباعة ان تتم واحدة تلو الأخرى في تعاقب سريع، مما يسمح باستخدام وحدات صغيرة مضغوطة، حيث يتم شحن السطح الحساس للضوء ثم تدور الدرام بضعة درجات ثم يتم مسحها بشعاع الليزر، لتدور بضعة درجات اخري لتتم عملية التظهير وهكذا. حيث يمكن ان تتم العملية بكاملها قبل أن تكمل الدرام دورة واحدة.
الطابعات المختلفة تقوم بهذه الخطوات بطرق مختلفة، فبعض طابعات «الليزر» تستخدم مصفوفة خطية من الصمامات الإلكترونية القاذفة للضوء لتكتب الصورة علي سطح الدرام (انظر الـ«ليد برينتر»). اما التونر فقد يكون مصنوع من البلاستيك أو الشمع، وبذلك فبمرور الورقة خلال وحدة التثبيت تنصهر جزيئات التونر. وقد يتم شحن الورقة بشحنة مغايرة لشحنة التونر وقد لا يتم ذلك. ووحدة التثبيت قد تكون «فرن» يعمل بالآشعة تحت الحمراء وقد تكون بكرة ضغط ساخنة (كما سبق وذكرنا) وقد تكون (في بعض الطابعات عالية السرعة، باهظة الثمن) عبارة عن مصباح زينون وهاج. عملية الاحماء التي تقوم بها الطابعة عندما يتم توصيل التيار الكهربي لها تتضمن في الأساس تسخين اداة وحدة التثبيت. معظم الطابعات بها خيار لتفعيل خاصية توفير التونر (وضع توفير-التونر economode), التي تكون اقتصادية أكثر فيما يتعلق باستهلاك الكهرباء من قبل وحدة التثبيت، ولكن يأتي هذا علي حساب درجة وضوح الورقة المطبوعة.

## طابعات الليزر الملونة

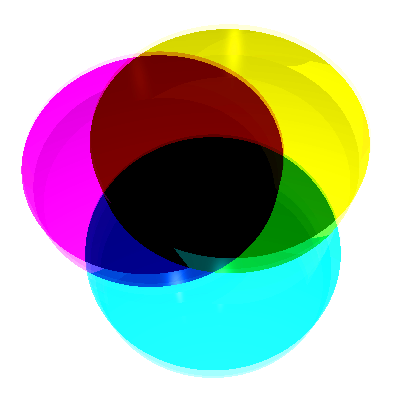
مثال لتداخل الألوان المطبوعة وظهور ما يعرف بالأهداب.

الطابعات الليزرية الملونة تستخدم الحبر الملون (الحبر الجاف)، عادة الألوان: السيان والقرمزي والأصفر والأسود (س ق ص د).
وفي الطابعات أحادية اللون تستخدم وحدة ماسح ليزر واحدة فقط، بينما في الطابعات الملونة فتستخدم وحدتين أو أكثر.
الطباعة بالألوان تزيد من تعقيد عملية الطباعة بسبب الاختلالات الطفيفة جدا المعروفة باسم أخطاء التسجيل التي يمكن أن تحدث بين كل لون، مما قد يتسبب في اختلاط الألوان ببعضها، أو ظهور ما يعرف بالأهداب، أو ضبابية الألوان، وذلك على طول حواف المناطق الملونة.
وللسماح بدقة أعلى في طباعة الألوان، بعض الطابعات الليزرية الملونة تستخدم حزام دوار كبير يسمى «حزام النقل». حزام النقل هذا يمر أمام جميع خراطيش الحبر، ويتم نقل كل طبقة من طبقات الحبر بدقة كبيرة إلى الحزام. ثم يتم نقل الطبقات مجتمعة إلى الورقة في خطوة واحدة.
وعادة ما تكون تكلفة طباعة الصفحة الملونة أعلى من تكلفة طباعة الصفحة أحادية اللون.

## دقة الطباعة
تقاس دقة الطباعة في طابعات الليزر بعدد النقاط في كل بوصة مربعة (Dots per inch - DPI) تماماً مثلما تقاس دقة شاشات العرض.
- 1200 نقطة لكل بوصة، هي دقة الطباعة في معظم الطابعات التي كانت متاحة عام 2008.
- 2400 نقطة لكل بوصة، هي دقة الطباعة المستخدمة في تطبيقات مثل الطباعة على صحائف البلاستيك.

## علامات مكافحة التزوير (السرية)

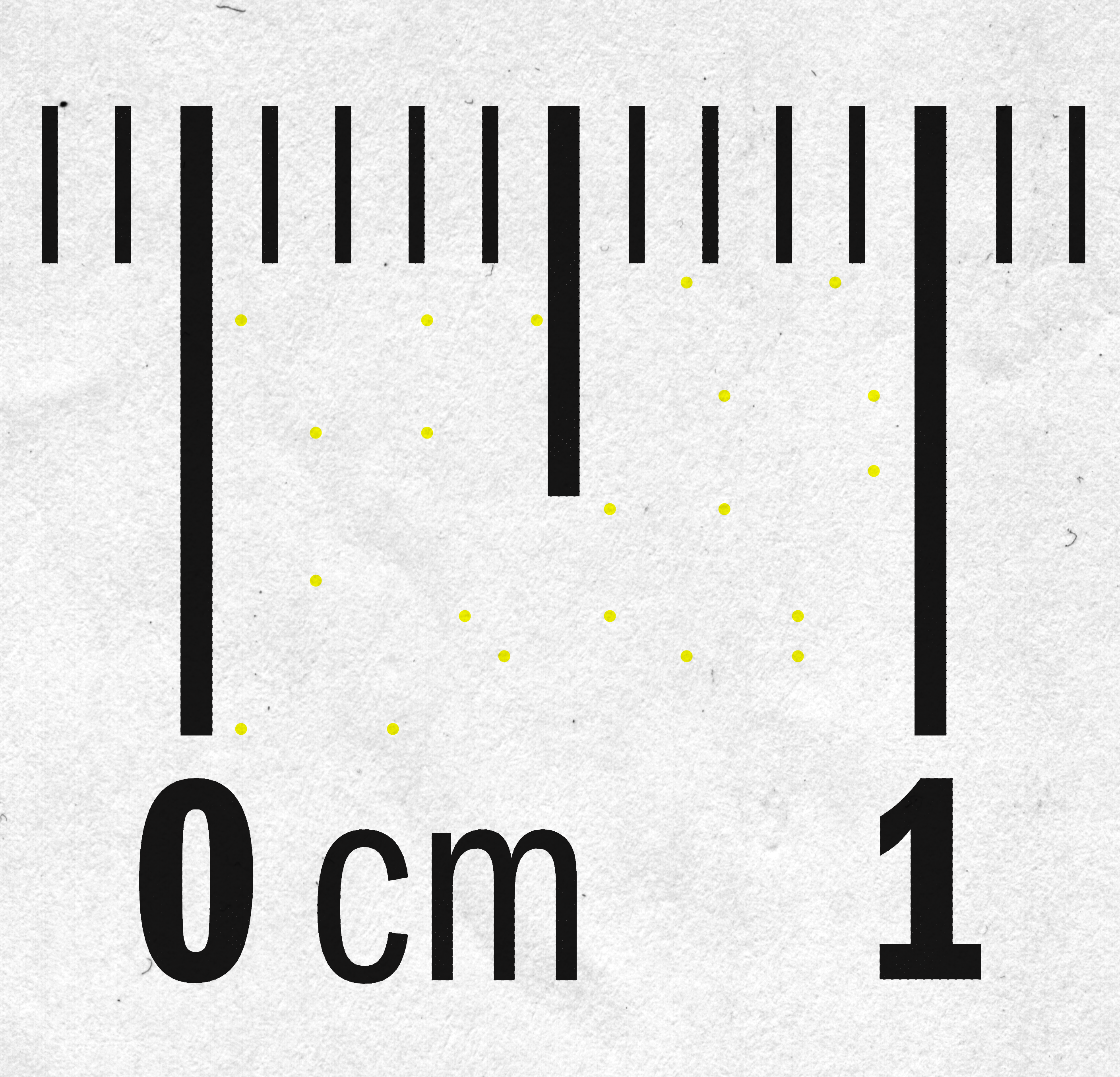
تصوير لنقاط صفراء على ورقة طباعة بيضاء, طبعت بواسطة طابعة ليزر ملونة.

تقوم العديد من طابعات الليزر الملونة الحديثة بطباعة علامات متناهية الدقة تكاد تكون غير مرئية على كل ورقة تطبعها وذلك لأغراض التعريف بالطابعة التي قامت بطباعة الورقة في حالات إساءة الاستخدام (التزوير مثلاً). وتكون هذه العلامات عبارة عن نقاط صفراء تصل دقتها إلى معشار الميليمتر، هذه النقاط عبارة عن رسالة مشفرة تحتوي معلومات مثل تاريخ ووقت طباعة الورقة والرقم المسلسل للطابعة التي قامت بطباعتها. مما يسهل عملية تعقب الورقة حيث يتم فك شيفرة الرقم المسلسل للطابعة من على الورقة وتحديد الشركة صانعة الطابعة وبالرجوع إليها يمكن الوصول إلى مكان الشراء وحتى إلى الشخص الذي قام بشراء الطابعة.
ويزعم البعض أن علامات مكافحة التزوير هذه تم العمل بها بناء على اتفاق بين حكومة الولايات المتحدة وشركات صناعة الطابعات.
وبعض المجموعات المهتمة بالدفاع عن الحقوق الألكترونية مثل مؤسسة الريادة الألكترونية تهتم بهذا الانتهاك للخصوصية وحق عدم الكشف عن الهوية لمستخدمي الطابعات.

## طابعات الليزر والنقل الجوي
بعد مؤامرة تفجير طائرات الشحن في أكتوبر من عام 2010، والتي تم فيها اكتشاف شحنات من طابعات الليزر بها خراطيش حبر مملوءة بالمتفجرات على طائرات شحن منفصلة. قامت الولايات المتحدة بحظر حمل الركاب لأنواع معينة من خراطيش الحبر على متن الرحلات الجوية. وقالت إدارة أمن النقل بالولايات المتحدة انها ستحظر الحبر وخراطيش الحبر التي يزيد وزنها عن 16 أوقية (453 غراماً) من جميع رحلات الركاب. وقال وزير الأمن الداخلي الأمريكي جانيت نابوليتانو ان الحظر يشمل حقائب اليد والحقائب المحمولة ببطن الطائرة في كلاً من الرحلات الداخلية والدولية. وقد رجحت مجلة بي سي أن هذا الحظر لن يؤثر على أغلب الركاب حيث تقل خراطيش احبارهم عن الوزن المحدد ولكنه سيؤثر على استيراد لوازم طابعات الليزر، حيث أن العديد من خراطيش الحبر يزيد وزنها عن هذا الوزن.

## أشهر المصنعين
يوجد العديد من الشركات التي تقوم بتصنيع طابعات الليزر ولوازمها، ومن أشهر هذه الشركات:
- هوليت-باكارد
- زيروكس
- سيكو إبسون
- كانون
- سامسونج
- باناسونيك
- آبل
- لكسمارك
- أوكي للصناعات الألكترونية
- ستيزن